# Mostečtí lvi
Mostečtí lvi je český klub ledního hokeje, který sídlí v Mostě v Ústeckém kraji. Založen byl v roce 2017. Od sezóny 2018/19 působí ve 2. lize, třetí české nejvyšší soutěži ledního hokeje. Klubové barvy jsou modrá a bílá.
Ve městě původně působil HC Most, který se však po sestupu z 1. české hokejové ligy v sezóně 2016/17 přestěhoval do Slaného. Za podpory městského zastupitelstva tak vznikl úplně nový klub. Tomu se podařilo hned v první sezóně své existence uspět v Ústeckém krajském přeboru a kvalifikovat se tak do dalšího ročníku 2. ligy, spolu s týmem HC Studénka.
Své domácí zápasy odehrává na zimním stadionu Most s kapacitou 1 646 míst k sezení, 100 míst ke stání.

## Přehled ligové účasti
Stručný přehled
Zdroj: 
- 2017–2018: Ústecká krajská liga (4. ligová úroveň v České republice)
- 2018– : 2. liga – sk. Sever (3. ligová úroveň v České republice)

Jednotlivé ročníky
Zdroj: 
Legenda: ZČ - základní část, červené podbarvení - sestup, zelené podbarvení - postup, fialové podbarvení - reorganizace, změna skupiny či soutěže
| Česko (2017 – ) |                      |           |           |                                                           |               |
| Sezóny          | Soutěž               | Úroveň    | ZČ        | Play-off, nadstavba, sk. o udržení...                     | Poznámky      |
| 2017/2018       | Ústecká krajská liga | 4. úroveň | 1. místo  | Vítěz                                                     | Kvalifikace   |
| 2018/2019       | 2. liga – sk. Sever  | 3. úroveň | 3. místo  | Semifinále (prohra 0:3 na zápasy s HC Baník Sokolov)      |               |
| 2019/2020       | 2. liga – sk. Sever  | 3. úroveň | 3. místo  | Ne                                                        | Nedohráno     |
| 2020/2021       | 2. liga – sk. Sever  | 3. úroveň | N         | Ne                                                        | Zrušeno       |
| 2021/2022       | 2. liga – sk. Sever  | 3. úroveň | 3. místo  | Semifinále (prohra 3:4 na zápasy s HC Rodos Dvůr Králové) | Změna skupiny |
| 2022/2023       | 2. liga – sk. Západ  | 3. úroveň | 8. místo  | Osmifinále (prohra 1:3 na zápasy s Piráti Chomutov)       |               |
| 2023/2024       | 2. liga – sk. Západ  | 3. úroveň | 7. místo  | Předkolo (prohra 1:2 na zápasy s HC Kobra Praha)          |               |
| 2024/2025       | 2. liga – sk. Západ  | 3. úroveň | 11. místo | Ne                                                        |               |